# Élections législatives de 1876 dans le Puy-de-Dôme
Les élections législatives de 1876 ont eu lieu les 20 février et 5 mars 1876.

## Résultats à l'échelle du département
| Partis         | Partis              | Premier tour | Premier tour | Sièges |
| Partis         | Partis              | Voix         | %            | Sièges |
| -------------- | ------------------- | ------------ | ------------ | ------ |
|                | Bonapartistes       | 47 513       | 39,92        | 1      |
|                | Gauche républicaine | 44 371       | 37,28        | 4      |
|                | Centre gauche       | 20 124       | 16,91        | 2      |
|                | Orléanistes         | 2 482        | 2,09         | 0      |
|                | Légitimiste         | 2 384        | 2,00         | 0      |
|                | Divers              | 428          | 0,36         | 0      |
|                |                     |              |              |        |
| Inscrits       | Inscrits            | 165 903      | 100,00       | 7      |
| Votants        | Votants             | 120 892      | 72,87        |        |
| Abstentions    | Abstentions         | 45 011       | 27,13        |        |
| Blancs et nuls | Blancs et nuls      | 1 867        | 1,54         |        |
| Exprimés       | Exprimés            | 119 025      | 98,46        |        |

## Résultats par arrondissement

### Arrondissement d'Ambert
| Candidat       | Candidat         | Parti          | Premier tour | Premier tour |
| Candidat       | Candidat         | Parti          | Voix         | %            |
| -------------- | ---------------- | -------------- | ------------ | ------------ |
|                | Thomas Costes    | Centre gauche  | 8 126        | 61,03        |
|                | Chassaigne-Goyon | Bonapartiste   | 5 189        | 38,97        |
|                |                  |                |              |              |
| Inscrits       | Inscrits         | Inscrits       | 22 360       | 100,00       |
| Votants        | Votants          | Votants        | 13 365       | 59,77        |
| Abstention     | Abstention       | Abstention     | 8 995        | 40,23        |
| Blancs et nuls | Blancs et nuls   | Blancs et nuls | 50           | 0,37         |
| Exprimés       | Exprimés         | Exprimés       | 13 315       | 99,63        |

### Arrondissement de Clermont-Ferrand

#### 1recirconscription
| Candidat       | Candidat       | Parti          | Premier tour | Premier tour |
| Candidat       | Candidat       | Parti          | Voix         | %            |
| -------------- | -------------- | -------------- | ------------ | ------------ |
|                | Agénor Bardoux | Centre gauche  | 11 998       | 73,28        |
|                | Eugène Rouher  | Bonapartiste   | 2 652        | 16,20        |
|                | Émile Thibaud  | Légitimiste    | 1 723        | 10,52        |
|                |                |                |              |              |
| Inscrits       | Inscrits       | Inscrits       | 23 332       | 100,00       |
| Votants        | Votants        | Votants        | 16 572       | 71,03        |
| Abstention     | Abstention     | Abstention     | 6 760        | 28,97        |
| Blancs et nuls | Blancs et nuls | Blancs et nuls | 199          | 1,20         |
| Exprimés       | Exprimés       | Exprimés       | 16 373       | 98,80        |

#### 2ecirconscription
| Candidat       | Candidat        | Parti               | Premier tour | Premier tour |
| Candidat       | Candidat        | Parti               | Voix         | %            |
| -------------- | --------------- | ------------------- | ------------ | ------------ |
|                | Alfred Tallon   | Gauche républicaine | 10 755       | 58,29        |
|                | Narjot de Toucy | Bonapartiste        | 7 269        | 39,39        |
|                | Laforge         | Divers              | 428          | 2,32         |
|                |                 |                     |              |              |
| Inscrits       | Inscrits        | Inscrits            | 26 041       | 100,00       |
| Votants        | Votants         | Votants             | 18 699       | 71,81        |
| Abstention     | Abstention      | Abstention          | 7 342        | 28,19        |
| Blancs et nuls | Blancs et nuls  | Blancs et nuls      | 247          | 1,32         |
| Exprimés       | Exprimés        | Exprimés            | 18 452       | 98,68        |

### Arrondissement d'Issoire
| Candidat       | Candidat                 | Parti               | Premier tour | Premier tour |
| Candidat       | Candidat                 | Parti               | Voix         | %            |
| -------------- | ------------------------ | ------------------- | ------------ | ------------ |
|                | François Girot-Pouzol    | Gauche républicaine | 10 936       | 51,61        |
|                | Octave Burin-Des Roziers | Bonapartiste        | 10 252       | 48,39        |
|                |                          |                     |              |              |
| Inscrits       | Inscrits                 | Inscrits            | 28 063       | 100,00       |
| Votants        | Votants                  | Votants             | 21 211       | 75,58        |
| Abstention     | Abstention               | Abstention          | 6 852        | 24,42        |
| Blancs et nuls | Blancs et nuls           | Blancs et nuls      | 23           | 0,11         |
| Exprimés       | Exprimés                 | Exprimés            | 21 188       | 99,89        |

### Arrondissement de Riom

#### 1recirconscription
| Candidat       | Candidat       | Parti               | Premier tour | Premier tour |
| Candidat       | Candidat       | Parti               | Voix         | %            |
| -------------- | -------------- | ------------------- | ------------ | ------------ |
|                | Eugène Rouher  | Bonapartiste        | 10 595       | 61,47        |
|                | Allary         | Gauche républicaine | 4 257        | 24,70        |
|                | De Chabrol     | Légitimiste         | 2 384        | 13,83        |
|                |                |                     |              |              |
| Inscrits       | Inscrits       | Inscrits            | 20 109       | 100,00       |
| Votants        | Votants        | Votants             | 17 260       | 85,83        |
| Abstention     | Abstention     | Abstention          | 2 849        | 14,17        |
| Blancs et nuls | Blancs et nuls | Blancs et nuls      | 24           | 0,14         |
| Exprimés       | Exprimés       | Exprimés            | 17 236       | 99,86        |

#### 2ecirconscription
| Candidat       | Candidat       | Parti               | Premier tour | Premier tour |
| Candidat       | Candidat       | Parti               | Voix         | %            |
| -------------- | -------------- | ------------------- | ------------ | ------------ |
|                | Honoré Roux    | Gauche républicaine | 10 367       | 61,49        |
|                | Gustave Rouher | Bonapartiste        | 4 012        | 23,79        |
|                | Eugène Tallon  | Orléaniste          | 2 482        | 14,72        |
|                |                |                     |              |              |
| Inscrits       | Inscrits       | Inscrits            | 22 988       | 100,00       |
| Votants        | Votants        | Votants             | 17 939       | 78,04        |
| Abstention     | Abstention     | Abstention          | 5 049        | 21,96        |
| Blancs et nuls | Blancs et nuls | Blancs et nuls      | 1 078        | 6,01         |
| Exprimés       | Exprimés       | Exprimés            | 16 861       | 93,99        |

### Arrondissement de Thiers
| Candidat       | Candidat                  | Parti               | Premier tour | Premier tour |
| Candidat       | Candidat                  | Parti               | Voix         | %            |
| -------------- | ------------------------- | ------------------- | ------------ | ------------ |
|                | Jean-Baptiste Duchasseint | Gauche républicaine | 8 056        | 51,64        |
|                | Chassaigne                | Bonapartiste        | 7 544        | 48,36        |
|                |                           |                     |              |              |
| Inscrits       | Inscrits                  | Inscrits            | 23 010       | 100,00       |
| Votants        | Votants                   | Votants             | 15 846       | 68,87        |
| Abstention     | Abstention                | Abstention          | 7 164        | 31,13        |
| Blancs et nuls | Blancs et nuls            | Blancs et nuls      | 246          | 1,55         |
| Exprimés       | Exprimés                  | Exprimés            | 15 600       | 98,45        |